# 1972年ミュンヘンオリンピックのナイジェリア選手団
1972年ミュンヘンオリンピックのナイジェリア選手団（1972ねんミュンヘンオリンピックのナイジェリアせんしゅだん）は、1972年にミュンヘンで開催されたオリンピックのナイジェリア選手団。

## メダル
| メダル   | 選手名         | 競技       | 種目           |
| -------- | -------------- | ---------- | -------------- |
| 銅メダル | Isaac Ikhouria | ボクシング | ライトヘビー級 |